# Lastnič
Lastnič je naselje v Občini Podčetrtek.